# Dolné Otrokovce
Dolné Otrokovce (Hongaars: Alsóatrak) is een Slowaakse gemeente in de regio Trnava, en maakt deel uit van het district Hlohovec.
Dolné Otrokovce telt 360 inwoners.